# خوسه لوئیس رولدان
خوسه لوئیس رولدان (اسپانیایی: José Luis Roldán‎؛ زادهٔ ۱۳ نوامبر ۱۹۸۵ ‏(۳۹ سال)) دوچرخه‌سوار اهل اسپانیا است.